# Lukáš Machala
Lukáš Machala (* 20. dubna 1974 Prešov) je slovenský politik, právník, bývalý hokejový funkcionář a novinář.

## Život a kariéra
Narodil se v dubnu 1974 v Prešově jako syn novináře, spolupracovníka StB a pozdějšího člena HZDS Drahoslava Machaly. Po maturitě začal v roce 1993 studovat právo na Právnické fakulty Univerzity Komenského v Bratislavě a zároveň žurnalistiku na Filozofické fakultě téže univerzity. Diplom z Filozofické fakulty získal v roce 1996, v roce 1999 získal navíc titul z Právnické fakulty. Již během studia navíc pracoval v zahraničněpolitickém oddělení Tiskové agentury Slovenské republiky. V letech 1994 až 1996 byl marketingovým manažerem společnosti UNILEVER Slovensko. V roce 1996 se stal redaktorem v redakci zpravodajství a publicistiky Slovenské televize. V roce 2000 se stal advokátním koncipientem v advokátní kanceláři, kde pracoval do roku 2002. V tomtéž roce po obhájení rigorózní práce získal titul JUDr.
V letech 2002 až 2004 působil jako ředitel právního odboru slovenské Poštovní banky a v roce 2004 se začal živit jako advokát. V letech 2006 až 2007 byl členem Realizační komise známkové tvorby Slovenské pošty a v letech 2007 až 2008 byl ředitelem v kanceláři předsedy Úřadu pro normalizaci, metrologii a zkušebnictví Slovenské republiky než se v roce 2008 stal členem rady Slovenské televize. V roce 2010 se stal prezidentem klubu Hockey club Petržalka, přičemž ve funkci setrval do roku 2020. V letech 2020 až 2022 byl ještě viceprezidentem tohoto klubu. Během toho navíc v letech 2011 až 2016 opět působil jako advokát a v roce 2014 se stal členem Výkonného výboru Slovenského svazu ledního hokeje. Kromě toho byl předsedou Legislativní a Licenční komise tohoto svazu.
Byl dvakrát ženatý, z prvního manželství má syna Samuela.  

### Politické působení
V letech 2016 až 2020 působil jako člen SNS ve funkci poradce předsedy Národní rady Andreje Danka. Kromě toho působil v předsednictvu SNS a v roce 2017 byl krátce ředitel služebního úřadu na ministerstvu školství, výzkumu, vývoje a mládeže Slovenské republiky za období ministryně Martiny Lubyové. V parlamentních volbách v roce 2020 kandidoval na 27. místě kandidátní listiny SNS, ale nebyl zvolen. Poté začal pracovat jako jednatel akvaparku ve Veľkém Mederu. V roce 2021 se stal členem nově ustaveného hnutí Republika, které nicméně v srpnu 2022 opět opustil s tím, že nemá rád neonacismus. Dříve také působil jako poslanec městské části Dúbravka. 
Po parlamentních volbách v roce 2023 byl v listopadu 2023 jmenován do funkce generálního tajemníka služebního úřadu Ministerstva kultury Slovenské republiky za působení ministryně kultury Martiny Šimkovičové. V srpnu 2024 byl jmenován členem rady nově vzniklé STVR.
V roce 2025 o něm média psala mj. v souvislosti s Donatellovou bustou, která byla odvezena z muzea v Levoči.

## Politické názory
Je odpůrcem práv LGBT osob, multikulturalismu nebo státu Izrael. Podle médií je aktivním šiřitelem konspiračních teorií, např. těch o iluminátech nebo chemtrails a dle svých slov by byl ochoten vést debatu o tématu, zda je Země kulatá nebo plochá s tím, že on odpověď na otázku nezná.
V lednu 2025 sdílel na platformě Telegram video, podle kterého planetě Zemi hrozí mimozemská invaze a uváděl, že lidé mohou být „lehkou kořistí pro entity, které mají zájem ovládnout Zemi“.